# جمال أباد (مراغة)
جمال‌ أباد هي قرية في مقاطعة مراغة، إيران. عدد سكان هذه القرية هو 87 في سنة 2006.